# Вогнівка совкоподібна
Вогнівка совкоподібна (Nomophila noctuella) — вид лускокрилих комах родини вогнівок-трав'янок (Crambidae)

## Поширення
Вид поширений в Європі, Північній Африці, Середній та Північній Азії і в Північній Америці. Присутній у фауні України.Північноєвропейська популяція на зимівлю мігрує до Південної Європи та Північної Африки.

## Опис
Розмах крил 26—32 мм. Передні крила дуже витягнуті і вузькі. Основний колір передніх крил коричневий з темнішими широкими восьмиподібними та ниркоподібними мітками в дискальній та постдискальній областях. Деякі темно-коричневі плями присутні ближче до зовнішнього краю та до верхівки. Задні крила білуваті з коричневими жилками.
Зрілі личинки сіро-зелені та плямисті. Вони можуть досягати довжини 15–20 мм.

## Спосіб життя
За рік буває два повних і одне-два факультативних покоління. Імаго літають з кінця квітня по жовтень. Метелики вдень сидять на рослинах зі складеними вздовж тіла крилами й піднесеною передньою частиною тулуба, активні в сутінки й уночі. Живляться пилком квітів.

## Розмноження
Через день — два після копуляції самиці відкладають впродовж 6—13 днів 120—530 яєць поодинці або купками до 25 штук. Тривалість стадії яйця 3—15 днів. Гусениці спочатку скелетують лист з одного боку, потім прогризають в ньому отвір і поступово з'їдають всю пластинку. Вони будують в нижній частині рослини павутинні трубки, покриті частинками листя і ґрунту. Тривалість стадії гусениці 15—40 днів. Заляльковуються між листям і стеблами, під камінням, в тріщинах ґрунту або в його верхньому шарі у щільних коконах.